# Nagaszato Aszano
Nagaszato Aszano (永里 亜紗乃; Hepburn: Nagasato Asano) (Acugi, 1989. január 24. –) japán válogatott labdarúgó.

## Klub
A labdarúgást a Nippon TV Beleza csapatában kezdte. 2007 és 2012 között a Nippon TV Beleza csapatában játszott. 90 bajnoki mérkőzésen lépett pályára és 39 gólt szerzett. 2013-ban a Turbine Potsdam csapatához szerződött. 2016-ban vonult vissza.

## Nemzeti válogatott
A japán U20-as válogatott tagjaként részt vett a 2008-as U20-as világbajnokságon.
2009-ben debütált a japán válogatottban. A japán válogatott tagjaként részt vett a 2015-ös világbajnokságon. A japán válogatottban 11 mérkőzést játszott.

## Statisztika
| Japán válogatott | Japán válogatott | Japán válogatott |
| Időszak          | Mérk.            | gól              |
| ---------------- | ---------------- | ---------------- |
| 2009             | 3                | 0                |
| 2010             | 0                | 0                |
| 2011             | 1                | 0                |
| 2012             | 0                | 0                |
| 2013             | 2                | 0                |
| 2014             | 1                | 1                |
| 2015             | 4                | 0                |
| Összesen         | 11               | 1                |

## Sikerei, díjai
Japán válogatott
- Világbajnokság:  Ezüst; 2015

Klub
- Japán bajnokság: 2007, 2008, 2010

Egyéni
- Az év Japán csapatában: 2012